# Duarte Pacheco Pereira
Duarte Pacheco Pereira (Lisbona, 1460 – Lisbona, 1533) è stato un militare, esploratore e cartografo portoghese, definito l'Aquiles Lusitano (in italiano l'Achille portoghese) dal poeta Luís de Camões.
Navigò soprattutto l'oceano Atlantico ad ovest di Capo Verde, lungo la costa dell'Africa occidentale e in India. I suoi risultati nei campi di strategia bellica, esplorazione, matematica e astronomia furono di livello eccezionale.

## Gioventù
Pacheco Pereira era il figlio di João Pacheco e Isabel Pereira. In gioventù fu scudiero personale del re del Portogallo. Nel 1485, dopo essersi laureato con lode, ricevette una borsa di studio dal monarca stesso. In seguito, nel 1488, esplorò la costa occidentale africana. La sua spedizione fu colpita da un'epidemia di febbre e perse la nave. Pacheco Pereira venne recuperato sull'isola di Príncipe nel Golfo di Guinea da Bartolomeo Diaz, di ritorno dall'aver doppiato per la prima volta il Capo di Buona Speranza.
L'esperienza accumulata dalla spedizione di Diaz e dalle proprie gli valsero il posto di geografo ufficiale della monarchia portoghese. Nel 1494 firmò il Trattato di Tordesillas che divideva il mondo non cristiano tra Portogallo e Spagna.

## Pacheco in India
Nel 1503 Duarte Pacheco Pereira partì per l'India come capitano della Espírito Santo, una delle tre navi della flotta guidata da Alfonso de Albuquerque (v.si Quinta Armata d'India (Albuquerque, 1503)). Nel 1504 fu incaricato di difendere Kochi, un protettorato portoghese in India, da una serie di attacchi portati tra marzo e luglio del 1504 da re Zamorin di Kozhikode (po. Calicut). Avendo a propria disposizione solo 150 portoghesi ed alcuni ausiliari malabaresi, Kochi si trovò in netta inferiorità numerica rispetto all'esercito dello Zamorin, composto da 60.000 uomini. Nonostante questo, grazie ad un posizionamento intelligente, eroici atti individuali, e molta fortuna, Duarte Pacheco resistette con successo agli attacchi per cinque mesi, finché un umiliato Zamorin decise di ritirarsi. Il figlio Lisuarte (o Jusarte) ebbe un importante ruolo in questa battaglia.
Grazie a quanto fatto nella difesa di Kochi, Duarte Pacheco ricevette un riconoscimento dal raja di Kochi Trimumpara e fu ringraziato con tutti gli onori dal re Manuele I del Portogallo. Furono anche celebrate festività pubbliche al suo ritorno a Lisbona nel 1505.

## Dopo l'India
Il suo diario (1506), conservato nell'Aachivio Nazionale Portoghese (Torre do Tombo), è probabilmente il primo documento europeo ad affermare che gli scimpanzé costruissero i propri rudimentali strumenti.
Tra il 1505 ed il 1508 Duarte Pacheco Pereira scrisse un libro, Esmeraldo de situ orbis, ispirato al De situ Orbis di Pomponio Mela, descritto come una delle principali opere scientifiche "che riportassero quanto osservato e sperimentato nell'appena 'scoperto' nuovo ambiente". Rimasto incompleto, fu pubblicato solo nel 1892, forse per evitare di dare informazioni sul prezioso commercio portoghese in Guinea.
Il significato di 'esmeraldo' nel titolo è stato molto discusso. Tra le possibilità c'è un riferimento al verde smeraldo del mare, il fatto che si tratti di un anagramma tra i nomi 'Emmanuel'(per il re Manuele I del Portogallo) e 'Eduardus' (per Duarte Pacheco), che Esmeralda potesse essere il nome (o soprannome) della nave che Duarte Pacheco condusse in India, che si tratti di un errore del termine spagnolo esmerado (che significa "guida"), che in lingua malayalam uno smeraldo è chiamato pache o pachec, e che Esmeraldo è un gioco di parole del proprio nome (quindi "De Situ Orbis di Pacheco").
Duarte Pacheco Pereira fu probabilmente il primo uomo a studiare in maniera scientifica la relazione tra le maree e le fasi della luna, che giocò un ruolo fondamentale nel corso della battaglia di Kochi,. Duaret Pacheco prese nota degli orari delle maree. Si dice che Pacheco sia stato il primo ad osservare la connessione con la luna ed a stabilire le regole per la predizione delle maree in base all'osservazione della luna. Utilizzò anche i propri dati per correggere e migliorare le osservazioni astronomiche (correggendo la media giornaliera della deviazione tra luna e sole) e creando le misurazioni nautiche usate dai successivi navigatori portoghesi.
Nel 1508 Duarte Pacheco fu incaricato dal re portoghese di dare la caccia ai corsari francesi di Mondragon che operava tra le Azzorre e la costa portoghese, dove attaccavano le navi provenienti dall'India portoghese. Duarte Pacheco localizzò e bloccò Mondragon al largo di Cabo Fisterra nel 1509, sconfiggendolo e catturandolo.
In seguito, mentre governava São Jorge da Mina, fu citato in giudizio dai suoi nemici con l'accusa di furto e corruzione. Fu richiamato nella capitale e imprigionato per breve tempo finché non fu liberato dalla Corona dopo che ne fu dimostrata l'innocenza. Ma il danno era stato fatto, avendo perso il governatorato, la salute e l'influenza. Nonostante sia stato assolto dal suo protettore, il re Giovanni II del Portogallo era morto ed era stato sostituito da un re che non conosceva il valore di Duarte Pacheco. Duarte Pacheco aveva servito il re precedente come scudiero. La sua distanza da Lisbona ed il suo successo gli portarono molti nemici all'estero e pochi amici nella capitale che potessero difenderlo. Morì solo e in povertà.
Secondo uno dei suoi maggiori biografi, lo storico portoghese Joaquim Barradas de Carvalho che visse in esilio in Brasile negli anni 1960, Duarte Pacheco fu un genio paragonabile a Leonardo da Vinci. In anticipo di oltre due secoli il cosmografo fu responsabile del calcolo del valore in gradi dell'arco meridiano con un margine di errore di solo il 4%, quando l'errore del tempo variava tra il 7 ed il 15%.

## Possibile scoperta del Brasile
È stato anche ipotizzato che Duarte Pacheco Pereira possa avere scoperto le coste di Maranhão, Pará e Marajó oltre che della foce del Rio delle Amazzoni nel 1498, anticipando il possibile sbarco delle spedizioni di Amerigo Vespucci nel 1499, di Vicente Yáñez Pinzón nel gennaio 1500, di Diego de Lepe nel febbraio 1500 e di Pedro Álvares Cabral nell'aprile del 1500, rendendolo quindi il primo esploratore europeo dell'odierno Brasile. Questa ipotesi si basa sull'interpretazione del manoscritto cifrato Esmeraldo de Situ Orbis, scritto da Duarte Pacheco Pereira:
Nel loro libro Foundations of the Portuguese empire, 1415-1580, gli storici Bailey Wallys, Boyd Shafer e George Winius, basandosi su quanto affermato dallo storico portoghese Duarte Leite e da altri autori, fecero il seguente commento:
()
L'opera Esmeraldo de Situ Orbis di Duarte Pacheco Pereira è il primo libro di un navigatore europeo a citare la costa del Brasile.

## Matrimonio e discendenza
Sposò Antónia de Albuquerque, figlia di Jorge Garcês e della moglie Isabel de Albuquerque Galvão, unica figlia che Duarte Galvão ebbe dalla prima moglie Catarina de Sousa e Albuquerque. Insieme ebbero otto figli:
- João Fernandes Pacheco, che sposò Dona Maria da Silva, senza discendenza ma che ebbe una figlia illegittima
- Jerónimo Pacheco, che morì scapolo e senza discendenza a Tangeri
- Maria de Albuquerque, che sposò João da Silva, Alcaide-Mór di Soure e che ebbe una figlia sposata con prole
- Isabel de Albuquerque
- Garcia Pacheco
- Gaspar Pacheco
- Duarte Pacheco
- Lisuarte Pacheco, figlio illegittimo secondo i registri. Lisuarte fu allevato e istruito dal padre come scudiero, ed addestrato nell'uso delle armi prima di venire fatto cavaliere all'età di 20 anni. Fu un uomo forte con una voce rauca che divenne noto grazie all'uso di una grossa spada con elsa a cesto. Divenne famoso per le proprie gesta in India, soprattutto nella battaglia di Kochi mentre il padre era al comando. Durante una battaglia di terra a Kochi fu incaricato di guidare un'unità portoghese sotto al padre, lanciandosi contro 10.000 soldati di Zamorin. Non solo sopravvisse senza un graffio, ma fu trovato con accanto molti nemici morti e molte membra, compreso un nemico quasi tagliato in due. Lisuarte combatté numerose guerre contro obiettivi commerciali portoghesi dopo Kochi, finendo a comandare una nave contro la flotta egiziana nella battaglia di Diu in cui fu gravemente ferito. La sua campagna finale, nel 1510, si rivelò un massacro delle truppe portoghesi dopo che il comandante ebbe sottovalutato i nativi locali tentando di saccheggiare la città. Lisuarte morì in battaglia dopo essere stato colpito da una freccia tra tempia e collo, all'età di 30 anni. Non si sa se fosse sposato o meno. Il padre gli diede il nome di re Lisuarte delle storie di Amadigi di Gaula.